# Waukomis
Waukomis és un poble dels Estats Units a l'estat d'Oklahoma. Segons el cens del 2000 tenia 1.261 habitants.

## Demografia
Segons el cens del 2000, Waukomis tenia 1.261 habitants, 510 habitatges, i 352 famílies. La densitat de població era de 158,6 habitants per km².
Dels 510 habitatges en un 36,1% hi vivien nens de menys de 18 anys, en un 56,5% hi vivien parelles casades, en un 10,4% dones solteres, i en un 30,8% no eren unitats familiars. En el 27,8% dels habitatges hi vivien persones soles l'11,8% de les quals corresponia a persones de 65 anys o més que vivien soles. El nombre mitjà de persones vivint en cada habitatge era de 2,47 i el nombre mitjà de persones que vivien en cada família era de 3,05.
Per edats la població es repartia de la següent manera: un 27,7% tenia menys de 18 anys, un 9,7% entre 18 i 24, un 27,6% entre 25 i 44, un 23,7% de 45 a 60 i un 11,3% 65 anys o més.
L'edat mediana era de 36 anys. Per cada 100 dones de 18 o més anys hi havia 90,4 homes.
La renda mediana per habitatge era de 32.014 $ i la renda mediana per família de 40.208 $. Els homes tenien una renda mediana de 26.959 $ mentre que les dones 21.641 $. La renda per capita de la població era de 14.213 $. Entorn del 12,8% de les famílies i el 14,8% de la població estaven per davall del llindar de pobresa.

## Poblacions més properes
El següent diagrama mostra les poblacions més properes.